# Marsjön (Hamrånge socken, Gästrikland, 675211-157536)
Marsjön är en sjö i Gävle kommun i Gästrikland och ingår i Hamrångeåns huvudavrinningsområde. Sjön har en area på 0,24 kvadratkilometer och ligger 6 meter över havet.

## Delavrinningsområde
Marsjön ingår i det delavrinningsområde (675146-157594) som SMHI kallar för Mynnar i Bondsundet. Medelhöjden är 9 meter över havet och ytan är 3,55 kvadratkilometer. Det finns inga avrinningsområden uppströms utan avrinningsområdet är högsta punkten. Vattendraget som avvattnar avrinningsområdet har biflödesordning 2, vilket innebär att vattnet flödar genom totalt 2 vattendrag innan det når havet efter 1,5 kilometer. Avrinningsområdet består mestadels av skog (85 procent). Avrinningsområdet har 0,25 kvadratkilometer vattenytor vilket ger det en sjöprocent på 6,9 procent.